# Andrea Camata
Andrea Camata (San Donà di Piave, 26 novembre 1973) è un ex cestista italiano.
Centro di 214 cm per 132 kg, ha disputato dieci stagioni in Serie A e l'Europeo 2001 con la nazionale italiana, attualmente lavora nello staff della USD Garcia Moreno Arzignano come vice-allenatore di coach Marco Venezia nelle giovanili Under 17 maschili.

## Carriera
Andrea Camata esordisce in Serie A1 in Virtus Roma-Baker Livorno 98-77, l'8 novembre 1992. Con la squadra della capitale gioca appena un'altra gara, prima di lasciarla.
Il pivot torna nella massima serie nel 1996-97, con l'Olimpia Pistoia. Rimane tre stagioni in Toscana, giocando da titolare solo la stagione 1998-99. Al termine di quel campionato, Pistoia retrocede in Serie A2. Camata prosegue la sua esperienza nella massima serie con la Scaligera Verona, che gli dà molto spazio. Al termine della terza stagione, però, la squadra veneta fallisce e il pivot si ritrova libero.
Passa quindi alla Pallacanestro Trieste, con cui prende parte ai play-off e nel 2003-04 retrocede nuovamente in Legadue. Anche nel campionato successivo retrocede, con la maglia della Viola Reggio Calabria.
Scende quindi in Serie B d'Eccellenza, con la maglia del Prefabbricati Brindisi. Rimane per un biennio in Puglia e nel 2007-08 gioca nella Banca Nuova Trapani,con le quali ha accarezzato due volte la promozione: nel 2006-07 con la New Basket Brindisi (semifinale persa con il Veroli e nel 2007-08 con Trapani (finalissima persa proprio con la squadra pugliese).
Successivamente viene ingaggiato dalla neopromossa Ital Green Energy Ostuni, in A Dilettanti, per la stagione 2008/2009 per tornare in seconda serie a Venezia per breve tempo per poi trasferirsi in B dilettanti prima al Magic Team 92 Benevento, poi Pallacanestro Pisogne (C dilettanti), Pallacanestro San Bonifacio (DNC), Basket Sustinente (D) e Garcia Moreno Arzignano (B).

## Palmarès
- Coppa Korać: 1

Virtus Roma: 1991-92